# El Llano (kommun i Mexiko)
El Llano är en kommun i Mexiko.   Den ligger i delstaten Aguascalientes, i den centrala delen av landet, 400 km nordväst om huvudstaden Mexico City. Antalet invånare är 17 115. Arean är 510 kvadratkilometer.
Terrängen i El Llano är platt åt nordväst, men åt sydost är den kuperad.
Följande samhällen finns i El Llano:
- Palo Alto
- Santa Rosa
- Licenciado Jesús Terán
- Francisco Sarabia
- Montoya
- Lomas del Refugio
- El Llano CERESO
- Santa Clara
- San Gerónimo
- San Antonio de la Rosa
- Santa Elena